# The Oranges
The Oranges (bra: A Filha do Meu Melhor Amigo; prt: A Vida em Oranges) é um filme norte-americano, dirigido por Julian Farino e com roteiro de Ian Heffer e Jay Reiss. O filme conta a história de um homem de família que acaba se apaixonando pela filha de um amigo seu. O filme, dos gêneros drama, romance e comédia, tem como atores Leighton Meester, Hugh Laurie e Adam Brody.

## Sinopse
David (Hugh Laurie) e Paige Walling (Catherine Keener) são vizinhos e amigos de Terry (Oliver Platt) e Carol Ostroff (Allison Janney). Por conta disso, os filhos do primeiro casal, Vanessa (Alia Shawkat) e Toby (Adam Brody), se tornaram amigos de Nina Ostroff (Leighton Meester). Mas ela sempre foi meio rebelde e acabou saindo de casa logo. Após cinco anos sem visitar a família, Nina retorna após um rompimento amoroso. Passada a surpresa inicial, as mães ficaram contentes, porque sempre desejaram que rolasse alguma coisa entre ela e Toby. Só que Nina não estava muito interessada no jovem; em vez disso, acaba se envolvendo com o pai (David) de sua ex-melhor amiga (Vanessa). Começará aí uma relação que abalará a estrutura das duas famílias, antes acomodadas na rotina diária.

## Elenco
- Os Wallings
  - Hugh Laurie como David (pai)
  - Catherine Keener como Paige (mãe)
  - Adam Brody como Toby (filho)
  - Alia Shawkat como Vanessa (filha)
- Os Ostroffs
  - Oliver Platt como Terry (pai)
  - Allison Janney como Cathy (mãe)
  - Leighton Meester como Nina (filha)
- Outros
  - Sam Rosen como Ethan
  - Tim Guinee como Roger
  - Cassidy Gard como Samantha
  - Heidi Kristoffer como Meredith
  - Jennifer Bronstein como Amy
  - Stephen Badalamenti como Motorista de Táxi.
  - John Srednicki como Garçom.

## Lançamento
O filme estreou no Toronto International Film Festival em 10 de setembro de 2011 e abriu a Montclair Film Festival no dia 1 de maio de 2012. Ele recebeu um lançamento limitado nos Estados Unidos em 5 de outubro de 2012, sendo exibido em 110 cinemas. O filme foi lançado no Reino Unido em 7 de dezembro de 2012.

## Recepção da crítica
The Oranges recebeu críticas mistas. O Rotten Tomatoes relata que 32% dos críticos deram ao filme uma revisão positiva com base em 69 avaliações, com uma pontuação média de 4,9 em 10. O consenso do site é: "Apesar dos esforços de seu elenco talentoso, The Oranges sofre de um roteiro medíocre que não entrega personagens bem arredondados, tensão dramática e risos suficientes." No Metacritic, sua pontuação ponderada é de 46 em 100, com base na avaliação de 23 críticos.
No Brasil, o site Omelete avaliou o filme como regular (2 de 5 ovos). E pontuou: "Famílias desajustadas em subúrbios americanos são temas comuns em Hollywood. The Oranges usa este cenário para desenvolver uma comédia com toques dramáticos. O tema batido não é ajudado pelo roteiro indeciso e o resultado é medíocre."

## Home Media
The Oranges foi lançado em DVD e Blu-ray em 07 de maio de 2013.